# NGC 503
NGC 503 è una piccola galassia lenticolare situata nella costellazione dei Pesci a una distanza di 265 milioni di anni luce dal Sistema solare.

## Scoperta
La galassia NGC 503 è stata scoperta il 13 agosto 1863 dall'astronomo prussiano Heinrich Louis d'Arrest.